# Scorpio-71
Scorpio-71 es un club de atletismo fundado en noviembre de 1971 que tiene su sede en Zaragoza (España). Sus colores históricos son el amarillo y el azul y en su escudo, diseñado desde su creación, aparece representado un escorpión. Su nombre se debe a que es el signo del zodíaco que corresponde a la fecha de constitución del club.
Se trata de uno de los clubes que, desde sus inicios, ha contado con atletas presentes en la élite del atletismo de la comunidad autónoma de Aragón y de España. Además, en los años 90, creó la escuela de atletismo, un proyecto para nutrir al club de atletas y que trabaja con niños que van de benjamines hasta cadetes.
En 2014 recibió el «Premio Mujer y Deporte», concedido por el Ayuntamiento de Zaragoza y, en 2018, el trofeo «Fomento y Promoción del Deporte», otorgado también por el Ayuntamiento de Zaragoza. 
Los récords nacionales realizados por atletas del club han sido: el de 100 m lisos de 12,1 segundos, que igualó Pilar Fanlo en 1972; el de Gustavo Marqueta de 2,16 m en salto de altura en 1975, que fue el último récord de España realizado con el estilo del rodillo ventral; y el de Laura Ginés, que igualó el récord de héptalon de 5860 puntos en 2012.
Algunos de los atletas de este club han llegado a participar en los juegos olímpicos. Entre ellos figuran Alberto Solanas, José Casabona, Esther Lahoz, Javier Benet, Maite Gargallo, María José Poves, Isabel Macías y Antonio Abadía.